# Golia (serie televisiva)
Golia (Goliath) è una serie televisiva statunitense del 2016 con Billy Bob Thornton.
Per la sua interpretazione del protagonista Billy McBride, Thornton si è aggiudicato il Golden Globe per il miglior attore in una serie drammatica.
In italiano, la serie viene trasmessa dal 17 febbraio 2017 su Amazon Video. Il 15 febbraio 2017 la serie è stata rinnovata per una seconda stagione e per una terza l'11 dicembre 2018.

## Trama
Santa Monica, California: l'avvocato Billy McBride, un tempo rinomato legale e fondatore dello studio Cooperman & McBride, è ora in rovina. Lasciato dalla moglie Michelle (tra le figure importanti dell'ex studio del marito), vive in un motel vicino alla costa, passa il suo tempo in un bar, costantemente ubriaco. Il suo ex socio Donald Cooperman lo odia all'inverosimile: sfigurato da gravi ustioni sul viso e sul corpo rimediate durante la guerra del Vietnam, Cooperman vive rinchiuso al buio nel proprio studio, meditando vendetta contro l'ex socio. I suoi dipendenti dubitano perfino della sua esistenza.
Quando riaffiorano nuovi indizi su un vecchio caso su un presunto suicidio in mare (un'esplosione di uno yacht) che aveva coinvolto un importante cliente dello studio, l'avvocatessa Patty Solis-Papagian si reca da Billy, chiedendogli un aiuto per portare il caso verso un patteggiamento. Ma Billy, all'inizio titubante, vede i margini per intentare una colossale azione legale verso il suo ex studio e, contro tutto e tutti, si intestardisce a perseguire la multinazionale degli armamenti difesa dallo studio. D'altro canto Cooperman, quando viene a sapere che il caso è riaperto da McBride, decide di continuare l'azione legale, nonostante il suo cliente spinga per un veloce patteggiamento.

## Episodi
| Stagione         | Episodi | Pubblicazione originale | Pubblicazione in italiano |
| ---------------- | ------- | ----------------------- | ------------------------- |
| Prima stagione   | 8       | 2016                    | 2017                      |
| Seconda stagione | 8       | 2018                    | 2018                      |
| Terza stagione   | 8       | 2019                    | 2019                      |
| Quarta stagione  | 8       | 2021                    | 2021                      |

## Personaggi ed interpreti

### Principali
- Billy Bob Thornton come Billy McBride: prima, un brillante e affascinante avvocato che ha fondato lo studio legale Cooperman-McBride con Donald Cooperman, portandolo al successo. Si licenzia dallo Studio e diviene un alcolizzato dopo che un uomo, che aveva fatto assolvere dall'accusa di omicidio grazie ad un cavillo tecnico, stermina un'intera famiglia. Vive in un hotel per soggiorni prolungati vicino al molo di Santa Monica.
- Nina Arianda come Patty Solis-Papagian: un avvocato specializzato in reati legati all'abuso di alcool e agente immobiliare, che porta il caso di Rachel Kennedy a McBride.
- Tania Raymonde come Brittany Gold: una prostituta affezionata a Billy McBride e che talvolta lavora per lui come assistente.
- Diana Hopper come Denise McBride (ricorrente, 1ª e 2ª stagione): la figlia di 16 anni di Billy e Michelle.

#### Prima stagione
- William Hurt come Donald Cooperman: Il partner di McBride nella fondazione di Cooperman-McBride. È sfigurato da ustioni facciali e vive da recluso; raramente esce dal suo ufficio e non ha mai visto la maggior parte delle persone che lavorano per lui. Tiene sotto controllo le riunioni e le deposizioni con telecamere. Non conoscendo il suo staff, spia l'intero ufficio, avendo accesso a tutto ciò che accade. Prova rancore nei confronti di McBride.
- Maria Bello come Michelle McBride: L'ex-moglie di Billy e socia di Cooperman-McBride. È arrabbiata con McBride, ma stima le sue capacità legali e gli è ancora affezionata. Dopo il divorzio da Billy intrattiene relazioni omosessuali.
- Olivia Thirlby come Lucy Kittridge: una giovane associata della Cooperman-McBride; Cooperman la fa lavorare al caso Larson.
- Molly Parker come Callie Senate: un avvocato senior dello studio che in precedenza aveva usato la sua relazione con Cooperman per far progredire la sua carriera. Intreccia una relazione con Michelle McBride.
- Sarah Wynter come Gina Larson: vedova di Ryan Larson (che ha lavorato alla Borns Tech e si suppone si sia suicidato facendo esplodere la barca sulla quale si trovava).
- Britain Dalton come Jason Larson: figlio di Ryan e Gina. Alla fine diventa la parte lesa della causa.

#### Seconda stagione
- Ana de la Reguera come Marisol Silva: un consigliere comunale di East Los Angeles, in corsa per diventare il primo Sindaco latino-americano di Los Angeles.
- Matthew Del Negro come Danny Loomis: apparentemente un "analista finanziario", è in realtà un carismatico ma losco operatore politico e consigliere per l'elite di potere della città.
- Morris Chestnut come Deputy District Attorney Hakeem Rashad: nell'ultimo caso giudiziario di Billy McBride, si è ritrovato dalla parte perdente e nutre un aspro, vecchio rancore contro Billy.
- Mark Duplass come Tom Wyatt: è un immobiliarista di successo di Los Angeles che vuole dare alla città uno skyline distinto. Filantropo di spicco, è uno dei principali contributori per il candidato sindaco Marisol Silva.

### Ricorrenti
- Julie Brister nel ruolo di Marva Jefferson: assistente legale di Billy McBride.

#### Prima stagione
- Damon Gupton come Leonard Letts: Consulente aziendale per Borns Tech.
- Dwight Yoakam come Wendell Corey: CEO per Borns Tech.
- Harold Perrineau come Judge Roston Keller: Il giudice che presiede il caso Larson.
- Ever Carradine come Rachel Kennedy: sorella di Ryan e la querelante iniziale nel caso di omicidio colposo contro Borns Tech.
- Kevin Weisman come Ned Berring: ex dipendente di Borns Tech e testimone chiave nel caso.
- Jason Ritter nel ruolo dell'Agente Farley dell'FBI.

#### Seconda stagione
- Diego Josef come Julio Suarez: il figlio del proprietario di Chez Jay, viene ingiustamente accusato di omicidio.
- Dominic Fumusa come il detective Keith Roman: un detective della polizia di Los Angeles coinvolto nella cospirazione. Roman incolpa Billy di aver fatto assolvere un uomo che avrebbe in seguito assassinato una famiglia.
- Paul Williams come J. T.: un ex collega di Billy con ampi contatti, che ha lasciato la pratica legale in seguito all'esecuzione di un cliente.
- James Wolk come l'agente speciale dell'FBI Jeff Clayton: accetta di aiutare Billy McBride a dare la caccia al suo principale sospettato nell'omicidio di Marcos Pena.
- Alexandra Billings come Martha Wallace: il giudice nel caso dell'omicidio Pena ed ex procuratore; ha un passato in comune con Billy e J.T.
- Manuel Garcia-Rulfo come Gabriel Ortega: un potente signore della droga dietro alla cospirazione omicida; ha legami d'infanzia con Marisol.

### Altri interpreti
- Zachary James Rukavina: Miguel
- Rigo Sanchez: Karl Stoltz
- Julia Cho: Jade Matizu
- David Cross: Pete 'The Broker' Oakland
- Kevin Weisman: Ned Berring
- Juan Gabriel Pareja: Gabriel Marquez
- Patrick Robert Smith: ufficiale Ezekiel Sanders
- Ever Carradine: Rachel Kennedy
- JC Gonzalez: DJ Diego Spiz
- A.J. Rivera: Marcos Pena
- Raymond Forchion: sindaco Peter Anderson
- Paige Smith: Agente DEA n.1
- Brooklyn McLinn: Detective Kauzor
- Christopher Michael: Giudice
- Ryan Christiansen: DEA Leader
- Angela Sun: reporter locale
- Rizwan Manji: Dr. Carbo
- Elena Varela: Carmen
- Matthew Bohrer: Assist. Avv. Ira Fuchstein
- Carlos Franco Vera: Eduardo
- Link Ruiz: C.O. Luis Ochoa

## Riconoscimenti
- 2016 - Satellite Award
  - Nomination per il miglior attore in una serie drammatica a Billy Bob Thornton
- 2017 - Golden Globe
  - Miglior attore in una serie drammatica a Billy Bob Thornton